# Персей (съзвездие)
Вижте пояснителната страница за други значения на Персей.
Персей е съзвездие, което се намира почти изцяло в Млечния път. Граничи със съзвездията Колар, Бик, Овен, Андромеда и Касиопея. В ясни нощи в съзвездието могат да се различат около 90 звезди, от които обаче едва 10-на са от 2-ра и 3-та звездна величина.
В съзвездието Персей има няколко интересни за наблюдение обекта, като на първо място това е променливата звезда Алгол (β от Персей). Тази звезда е типичен представител на клас „затъмнително-променливи“. Характерно за тях е, че това са физически двойни звезди, като единият от компонентите, наричан „главна звезда“ обикновено е по-ярък от другия компонент, наричан „спътник“. Те обикалят около общ център на масите и са близко една до друга. Когато спътникът е пред главната звезда, нейният блясък отслабва за определено време. След този минимум, блясъка на звездата отново се усилва, като всичко това се характеризира със строга периодичност.
В съзвездието Персей се намират и два много ярки разсеяни звездни купа, като забележителното при тях е, че това са разсеяните купове, които съдържат най-много звезди. Първият от тях, h от Персей е с диаметър 56 св.г. и се намира на разстояние 6200 св.г. от нас. В него се наблюдават 350 звезди. Другият, χ от Персей, е с диаметър 77 св.г. и се намира на разстояние 6520 св.г. от нас. В него се наблюдават около 300 звезди.
Съзвездието Персей е дом на едни от най-активните метеорни потоци - Персеидите. Той се наблюдава от 18 юли до 20 август, като през пиковите моменти се виждат по 60 метеора на час.